# Cyprinidae

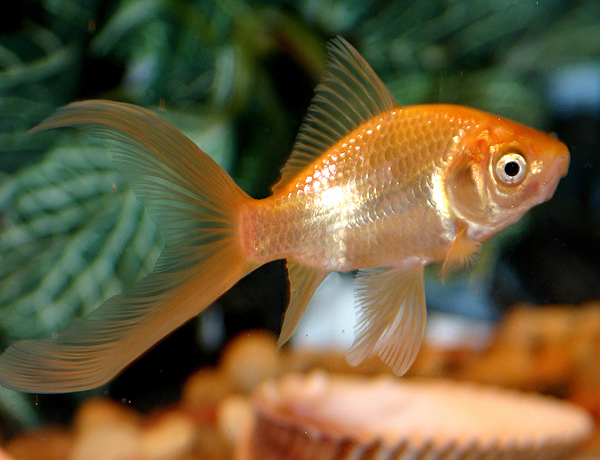
Kinguio (Carassius auratus)

A família dos Ciprinídeos (ou Cyprinidae), cujo nome provém do nome em grego do peixinho-dourado, é uma família de peixes teleósteos que inclui as carpas. É a maior família de peixes de água doce, com mais de 2000 espécies distribuídas por mais de 200 géneros. A família pertence à ordem dos Cypriniformes.
Os peixes desta família são originários da América do Norte, África, e Eurásia.  O maior peixe desta família é o Barbo gigante (Catlocarpio siamensis), que pode atingir 3 m de comprimento, mas muitas espécies são menores que 5 cm. 
Possuem boca protrátil (alonga-se para a frente) e dentes na faringe. Todos os peixes desta família são ovíparos, e a maioria não guarda os seus ovos. No entanto, existem algumas espécies que constroem ninhos e/ou guardam os ovos.
Muitas das espécies são importantes para a alimentação, quer para pesca ou aquacultura, e outras são utilizadas como peixes de aquário.

## Géneros
O  indica a que subfamília pertencem os géneros listados. Existe controvérsia sobre o número de subfamílias desta família, e a que subfamília pertencem determinados géneros.
- Acheilognathina
  - Acanthorhodeus
  - Acheilognathus
  - Paracheilognathus
  - Rhodeus
  - Tanakia
- Alburninae
  - Acanthalburnus
  - Alburnoides
  - Alburnus
  - Chalcalburnus
  - Hemiculter
  - Pseudolaubuca
- Cultrinae
  - Culter
  - Cyprinella
  - Ischikauia
  - Megalobrama
  - Parabramis
  - Sinibrama
- Cyprininae
  - Acrossocheilus
  - Aulopyge
  - Barbodes
  - Barbonymus
  - Barbus (barbos)
  - Capoeta
  - Carassius
  - Catla
  - Cirrhinus
  - Ctenopharyngodon
  - Cyclocheilichthys
  - Cyprinion
  - Cyprinus (carpas comuns)
  - Epalzeorhynchos
  - Garra (Garra rufa)
  - Gymnocypris
  - Kosswigobarbus
  - Labeo
  - Morulius
  - Mylopharyngodon
  - Osteobrama
  - Pseudobarbus
  - Puntius
  - Salmostoma
  - Sawbwa
  - Schizothorax
  - Squaliobarbus
  - Tor
  - Varicorhinus
- Danioninae (inclui os zebra, néon e outros peixes de aquário)
  - Chela
  - Danio (Brachydanio já não é válido)
  - Danionella
  - Devario
  - Esomus
  - Inlecypris
  - Microrasbora
  - Parachela
  - Sundadanio
- Gobioninae
  - Abbottina
  - Biwia
  - Coreius
  - Gobio
  - Gobiobotia
  - Hemibarbus
  - Pseudogobio
  - Pungtungia
  - Rhinogobio
  - Sarcocheilichthys
  - Saurogobio
  - Squalidus
  - Xenophysogobio
- Leuciscinae
  - Aaptosyax
  - Abramis
  - Acrocheilus
  - Anaecypris
  - Aspius
  - Blicca
  - Campostoma
  - Chondrostoma
  - Couesius
  - Cyprinella
  - Distoechodon
  - Eremichthys
  - Ericymba
  - Erimystax
  - Exoglossum
  - Gila
  - Hesperoleucus
  - Hybognathus
  - Hybopsis
  - Hypophthalmichthys
  - Ladigesocypris
  - Lavinia
  - Lepidomeda
  - Leucaspius
  - Leuciscus
  - Luxilus
  - Lythrurus
  - Macrhybopsis
  - Margariscus
  - Mylocheilus
  - Nocomis
  - Notemigonus
  - Notropis
  - Ochetobius
  - Opsopoeodus
  - Orthodon
  - Phenacobius
  - Phoxinellus
  - Phoxinus
  - Pimephales
  - Platygobio
  - Pogonichthys
  - Pseudophoxinus
  - Pteronotropis
  - Ptychocheilus
  - Relictus
  - Rhinichthys
  - Rhynchocypris
  - Richardsonius
  - Rutilus
  - Scardinius
  - Semotilus
  - Snyderichthys
  - Tribolodon
  - Tropidophoxinellus
  - Vimba
  - Xenocypris
- Rasborinae
  - Amblypharyngodon
  - Aphyocypris
  - Barilius
  - Boraras
  - Tanichtys
  - Opsariichthys
  - Oxygaster
  - Pseudorasbora
  - Raiamas
  - Rasbora
  - Tanichthys
  - Trigonostigma
  - Zacco
- Não classificados
  - Acanthobrama
  - Aristichthys
  - Clinostomus
  - Discogobio
  - Dionda
  - Gobiocypris
  - Hemigrammocypris
  - Hemitremia
  - Iberocypris
  - Meda
  - Moapa
  - Mylopharodon
  - Mystacoleucus
  - Oregonichthys
  - Pachychilon
  - Plagopterus
  - Pseudobrama
  - Rohtee
  - Semilabeo
  - Sinocyclocheilus
  - Spinibarbichthys
  - Spinibarbus
  - Telestes
  - Tiaroga
  - Xenocyprioides
  - Yaoshanicus